# Kronosaurus
Kronosaurus (sau „șopârla lui Kronos”) este un gen potențial dubios. de pliozaur cu gât scurt dispărut. Prima fosila de pliozaur descoperita in Australia, la Queensland, dateaza din anii 1880. In 1990, vcarii din aceeasi zona au dat peste un alt set de oase fosilizate care ieseau din pamant ca niste cioturi de copac. S-au dovedit a fi insa de Kronosaurus sau un animal asemanator si se numara printre cele mai complete ramasite de pliozaur descoperite pana in prezent. Desi Kronosaurus avea cu putin peste jumatatea unui Liopleurodon, era totusi mai mare si mai greu decat majoritatea carnivorelor din Cretacic, cu un cap ce depasea 2,5m, si o lungime de 10m.                                          
Kronosaurus traise in periada Cretacicului Inferior, iar majoritatea fosilelor au fost descoperite in Australia si in America de Sud. 